# O príncipe e o sapateiro

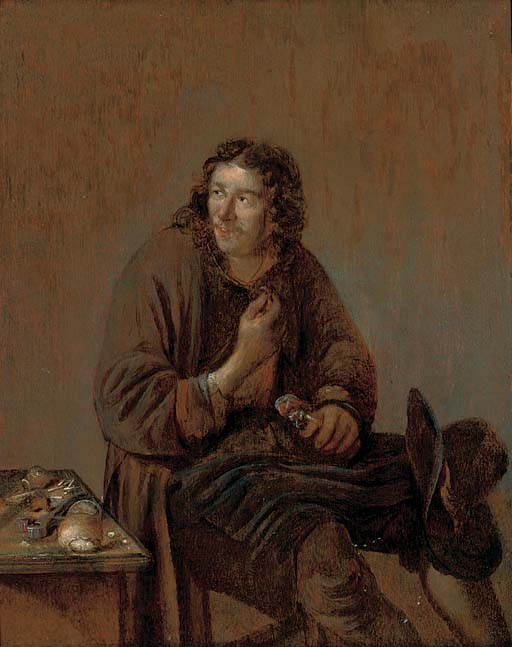
O corpo do sapateiro e o do príncipe eram os mesmos, mas quem diria que eram as mesmas pessoas?

O Príncipe e o sapateiro (em inglês:  The Prince and the Cobbler) é um experimento mental introduzido pelo filósofo britânico do século XVII, John Locke. Neste, Locke lida com a questão da identidade pessoal.
Locke imagina o que aconteceria se um príncipe passasse a viver como um humilde sapateiro. Dessa forma interroga-se o que aconteceria se introduzisse as características mentais do príncipe no corpo de um sapateiro. Supostamente, o corpo do sapateiro ficaria com a memória, o conhecimento e os atributos pessoais do príncipe, mas apesar de aparentemente ser um sapateiro, seria responsável pelas ações do príncipe.
Nesse exemplo, Locke levanta um questionamento a ser explorado sobre a identidade pessoal de uma pessoa.

...poderia caso a alma de um príncipe, levando consigo a consciência da vida passada do príncipe, entrar e informar o organismo de um sapateiro, tão logo abandonado por sua própria alma, qualquer um vê que ele seria a mesma pessoa com o príncipe, responsáveis apenas pelas ações do príncipe: mas quem diria que era o mesmo homem? 
O experimento distingue entre o conceito de ser humano e de ser pessoa, indicando que o conceito de um homem em alturas diferentes está ligado ao seu corpo, enquanto que o conceito de pessoa está ligado à sua consciência passada e presente. Esta distinção tem implicações em julgamentos criminais no modo como pessoas com insanidade mental são julgadas, uma vez que um ser humano pode ter várias falhas na sua consciência, sem o estabelecimento de memórias. Deste modo, ações executadas estando a consciência separada do corpo, a identidade da pessoa que efetuou tal ação é posta em causa pelo conceito defendido por Locke.
Esta teoria de Locke foi criticada desde logo por Joseph Butler e Thomas Reid, acusando o argumento de ser circular, uma vez que o conceito de memória pressupõe o conceito de persistência pessoal.
O conceito de identidade pessoal de Locke é considerado um conceito revolucionário, pois separa o conceito de identidade corporal, material e da alma, da essência dos seres vivos.